# Evans (priimek)
Evans je priimek več znanih oseb:
- Arthur Evans, britanski arheolog
- Bernard Evans, avstralski general
- Bill Evans (1929—1980), ameriški jazzovski pianist
- Bill Evans (*1958), ameriški saksofonist
- Bob Evans, britanski dirkač Formule 1
- Brian Pennefather-Evans, britanski general
- Caradoc Evans (1878—1945), angleško-valižanski pisatelj
- Corry Evans, severnoirski nogometaš
- David Howell Evans, irski kitarist
- Edgar Evans (1912—2007), angleški operni pevec, tenorist
- Edith Evans (1888—1976), ameriška igralka
- Frederick Henry Evans (1853—1943), angleški fotograf
- Gene Evans (1922—1998), ameriški igralec
- Gareth Evans (1946—1980), angleški filozof
- Geoffrey Charles Evans, britanski general
- George Henry Evans (1805—1856), ameriški agrarni reformator
- Gil Evans (1912—1988), ameriški jazzovski glasbenik
- Janet Evans, ameriška plavalka
- John Evans (1823—1908), britanski geolog, arheolog in numizmatik
- Jonathan Evans, severnoirski nogometaš
- Jonathan Evans (politik) (*1950), britanski politik
- Lane Allen Evans, ameriški odvetnik in politik
- Larry Evans (*1932), ameriški šahovski velemojster
- Lee Evans (1947—2021), ameriški atlet, tekač na 400 m
- Linda Evans (*1942), ameriška igralka
- Madge Evans  (1909—1981), ameriška igralka
- Michael Evans, kanadski veslač
- Maurice Evans (1901—1989), angleško-ameriški igralec
- Muriel Evans (1910—2000), ameriška igralka
- Peggy Evans (*1925), angleška igralka
- Roger Evans, britanski general
- Waldo A. Evans, ameriški pomorski častnik
- Walker Evans (1903—1975), ameriški fotograf